# إنيليديس غيفارا
إنيليديس غيفارا مواليد 4 أغسطس 1986، هي لاعبة كرة يد كوبية تلعب كحارس مرمى. مثلت منتخب كوبا لكرة اليد للسيدات.

## سجل المنافسة
شاركت في البطولات التالية:
- بطولة العالم لكرة اليد للسيدات 2011
- بطولة العالم لكرة اليد للسيدات 2015